# 디지털 컴프레션 시스템
디지털 컴프레션 시스템(Digital Compression System, DCS)은 윌리엄 일렉트로닉스(Williams Electronics)가 개발한 사운드 시스템이다. 이 고급 사운드 보드는 윌리엄스 및 발리 핀볼 게임, 미드웨이 매뉴팩처링의 코인 아케이드 비디오 게임, 윌리엄스 게이밍의 기계 및 비디오 슬롯 머신에 사용되었다. 이 사운드 시스템은 이러한 게임 플랫폼의 표준이 되었다.
DCS 사운드 시스템은 윌리엄스 사운드 엔지니어 매트 부티(Matt Booty)와 에드 키난(Ed Keenan)이 개발했으며 앤드루 엘로프(Andrew Eloff)가 추가로 개발했다.

## DCS를 사용한 핀볼 게임
- 미드웨이 게임스 (1994)

## DCS를 사용한 아케이드 게임
- 모탈 컴뱃 II (1993)
- 크루즌 USA (!994)
- 킬러 인스팅트 (1994년 비디오 게임) (1994)
- 레볼루션 X (1994)
- 크루즌 월드 (1996)
- 크루즌 엑소티카 (199)